# 溪非鯽
溪非鯽，為輻鰭魚綱鱸形目隆頭魚亞目慈鯛科的其中一種，分布於非洲幾內亞Konkoure河流域，體長可達10公分，棲息在中底層水域，生活習性不明。

## 擴展閱讀
維基物種上的相關：溪非鯽